# Wilhelm Neudecker
Wilhelm Neudecker (Straubing, 1913. október 24. – München, 1993. december 24.) német vállalkozó volt, aki 1962 és 1979 között az FC Bayern München elnöki posztját töltötte be. 1975 és 1986 között a DFB-bizottság tagja volt.

## Élete
Wilhelm Neudecker 1962 és 1979 között volt az FC Bayern München elnöke. Az FC Bayern München '60-as és '70-es években elért sikereiben kulcsszerepet vállalt. Irányítása alatt máig behozhatatlan előnyre tettek szert a müncheni riválissal, a TSV 1860 Münchennel szemben. Feljutottak az elsőosztályba, majd többször is megnyerték azt. Nemzetközi kupagyőzelmeikkel világhírnévre tettek szert.
Az 1960-as években olyan nagynevű játékosokat szerződtetett le fiatalon, mint Franz Beckenbauer, Gerd Müller, Sepp Maier, Paul Breitner, Uli Hoeneß és Hans-Georg Schwarzenbeck, akik később világ- és Európa-bajnokok lettek. 1963-ban Robert Schwan ügyintéző menedzsert igazolta le klubhoz. Az évtizedben két jugoszláv edzőt, Zlatko Čajkovskit (1963-1968) és Branko Zebecet (1968-1970) hozta az FC Bayern München kispadjára. Ebben az időszakban nyerte meg a csapat első nemzetközi trófeáját, a Kupagyőztesek Európa-kupáját.
Az 1970-es években újabb tehetséges fiatalokat igazolt le a csapat akik később klublegendák lettek. Érkezett Karl-Heinz Rummenigge, Jupp Kapellmann és Conny Torstensson. Újabb nagy sikereket elérő edzőket hozott az egyesülethez Udo Lattek (1970-1975) és Dettmar Cramer (1975-1977) személyében. A két német vezetőedző irányítása alatt 3 alkalommal nyerték meg a Bajnokcsapatok Európa-kupáját.
Lemondásának körülményei tisztázottak. Miután az Aranycsapat korábbi játékosát Lóránt Gyulát ültette a kispadra 1977-1979 között, a csapat teljesítménye az elvárásoknak nem felelt meg. Több meghatározó játékos távozott, illetve visszavonult a csapatból ebben az időszakban, mint Franz Beckenbauer, Gerd Müller, Uli Hoeneß és Sepp Maier. A városi rivális, a TSV 1860 München osztrák edzőjét, Max Merkelt akarta leigazolni, viszont a megújuló csapat fiataljai szembeszálltak vele: ők a pályaedzőt, Csernai Pált akarták vezetőedzőjüknek. Ebből a konfliktusból adódóan mondott le elnöki tisztségéről 1979. március 24-én. Robert Scwantól pedig az ekkor 27 éves Uli Hoeneß vette át a menedzseri szerepkört.

## Sikerek
Az FC Bayern München elnökeként a csapattal 4 alkalommal nyert bajnokságot és kupát, 3 alkalommal Bajnokcsapatok Európa-kupáját, 1 alkalommal Kupagyőztesek Európa-kupáját és 1 alkalommal Interkontinentális kupát.
1978-ban megkapta a Német Szövetségi Érdemkeresztet. Az utókor az FC Bayern München tiszteletbeli elnökévé avatta.